# Trofeo Éric Bompard 2009
El Trofeo Éric Bompard de 2009 fue una competición internacional de patinaje artístico sobre hielo, la primera del Grand Prix de patinaje artístico sobre hielo de la temporada 2009-2010. Organizada por la Federación Francesa de Deportes sobre Hielo, tuvo lugar en París, entre el 15 y el 18 de octubre de 2009. Se realizaron competiciones en las modalidades de patinaje individual masculino, femenino, patinaje en parejas y danza sobre hielo, y sirvió como clasificatorio para la Final del Grand Prix de 2009.

## Resultados

### Patinaje individual masculino
| Clasificación | Nombre           | País            | Puntuación | Programa corto | Programa corto | Programa libre | Programa libre |
| ------------- | ---------------- | --------------- | ---------- | -------------- | -------------- | -------------- | -------------- |
| 1             | Nobunari Oda     | Japón           | 242,53     | 2              | 79,20          | 1              | 163,33         |
| 2             | Tomáš Verner     | República Checa | 229,96     | 1              | 81,00          | 2              | 148,96         |
| 3             | Adam Rippon      | Estados Unidos  | 219,96     | 3              | 75,82          | 3              | 144,14         |
| 4             | Brian Joubert    | Francia         | 207,39     | 6              | 72,15          | 4              | 135,24         |
| 5             | Yannick Ponsero  | Francia         | 205,74     | 5              | 72,50          | 5              | 133,24         |
| 6             | Serguéi Voronov  | Rusia           | 204,45     | 4              | 72,80          | 6              | 131,65         |
| 7             | Alban Préaubert  | Francia         | 189,63     | 7              | 66,49          | 7              | 123,14         |
| 8             | Yang Chao        | China           | 178,63     | 9              | 60,72          | 8              | 117,91         |
| 9             | Ryan Bradley     | Estados Unidos  | 177,65     | 8              | 65,21          | 10             | 112,44         |
| 10            | Peter Liebers    | Alemania        | 176,52     | 11             | 60,31          | 9              | 116,21         |
| 11            | Javier Fernández | España          | 170,16     | 10             | 60,56          | 11             | 109,60         |
| 12            | Vaughn Chipeur   | Canadá          | 155,43     | 12             | 51,45          | 12             | 103,98         |

### Patinaje individual femenino
| Clasificación | Nombre               | País           | Puntuación | Programa corto | Programa corto | Programa libre | Programa libre |
| ------------- | -------------------- | -------------- | ---------- | -------------- | -------------- | -------------- | -------------- |
| 1             | Kim Yuna             | Corea del Sur  | 210,03     | 1              | 76,08          | 1              | 133,95         |
| 2             | Mao Asada            | Japón          | 173,99     | 3              | 58,96          | 2              | 115,03         |
| 3             | Yukari Nakano        | Japón          | 165,70     | 2              | 59,64          | 3              | 106,06         |
| 4             | Caroline Zhang       | Estados Unidos | 153,15     | 5              | 57,26          | 5              | 95,89          |
| 5             | Alexe Gilles         | Estados Unidos | 151,92     | 4              | 58,22          | 7              | 93,70          |
| 6             | Carolina Kostner     | Italia         | 147,63     | 7              | 51,26          | 4              | 96,37          |
| 7             | Elene Gedevanishvili | Georgia        | 143,43     | 8              | 48,68          | 6              | 94,75          |
| 8             | Kiira Korpi          | Finlandia      | 138,83     | 6              | 54,20          | 8              | 84,63          |
| 9             | Gwendoline Didier    | Francia        | 118,07     | 10             | 41,96          | 9              | 76,11          |
| 10            | Anna Jurkiewicz      | Polonia        | 115,06     | 9              | 43,86          | 10             | 71,20          |

### Patinaje en parejas
| Clasificación | Nombre                            | País           | Puntuación | Programa corto | Programa corto | Programa libre | Programa libre |
| ------------- | --------------------------------- | -------------- | ---------- | -------------- | -------------- | -------------- | -------------- |
| 1             | Mariya Mujórtova / Maksim Trankov | Rusia          | 192,93     | 2              | 66,88          | 1              | 126,05         |
| 2             | Jessica Dubé / Bryce Davison      | Canadá         | 180,97     | 3              | 64,54          | 2              | 116,43         |
| 3             | Aliona Savchenko / Robin Szolkowy | Alemania       | 174,42     | 1              | 72,98          | 4              | 101,44         |
| 4             | Rena Inoue / John Baldwin         | Estados Unidos | 158,36     | 5              | 55,06          | 3              | 103,30         |
| 5             | Adeline Canac / Maximin Coia      | Francia        | 150,18     | 4              | 55,96          | 6              | 94,22          |
| 6             | Dong Huibo / Wu Yiming            | China          | 144,45     | 6              | 49,70          | 5              | 94,75          |
| 7             | Marissa Castelli / Simon Shnapir  | Estados Unidos | 133,01     | 7              | 49,50          | 7              | 83,51          |
| 8             | Vanessa James / Yannick Bonheur   | Francia        | 118,66     | 8              | 38,96          | 8              | 79,70          |

### Danza sobre hielo
| 1  | Tessa Virtue / Scott Moir           | Canadá         | 197,71 | 1  | 38,41 | 1  | 61,91 | 1  | 97,39 |
| 2  | Nathalie Péchalat / Fabian Bourzat  | Francia        | 181,64 | 3  | 35,53 | 2  | 56,34 | 2  | 89,77 |
| 3  | Sinead Kerr / John Kerr             | Reino Unido    | 177,11 | 2  | 36,13 | 3  | 54,73 | 3  | 86,25 |
| 4  | Emily Samuelson / Evan Bates        | Estados Unidos | 158,07 | 4  | 31,11 | 6  | 46,55 | 5  | 80,41 |
| 5  | Yekaterina Rubleva / Iván Shefer    | Rusia          | 155,54 | 8  | 27,12 | 5  | 47,12 | 4  | 81,30 |
| 6  | Kimberly Navarro / Brent Bommentre  | Estados Unidos | 150,29 | 6  | 29,19 | 4  | 48,17 | 7  | 72,93 |
| 7  | Kristina Gorshkova / Vitali Butikov | Rusia          | 145,96 | 5  | 29,56 | 7  | 45,58 | 8  | 70,82 |
| 8  | Madison Hubbell / Keiffer Hubbell   | Estados Unidos | 143,28 | 7  | 27,17 | 10 | 43,07 | 6  | 73,04 |
| 9  | Pernelle Carron / Lloyd Jones       | Francia        | 140,27 | 9  | 26,28 | 8  | 45,18 | 10 | 68,81 |
| 10 | Zoé Blanc / Pierre-Loup Bouquet     | Francia        | 138,12 | 10 | 24,08 | 9  | 44,24 | 9  | 69,80 |